# Ван Чун
Ван Чун (кит. 王充, пиньинь Wáng Chōng, ок.27 — 104), взрослое имя Чжунжэнь (仲任) — китайский философ-энциклопедист времён империи Хань.

## Биография и творчество
Родился в бедной семье. Учился в столичной Высшей школе (Тайсюэ) в Лояне, где познакомился с историком Бань Гу. Был мелким чиновником, однако потерял пост из-за своей независимой и антиавторитарной натуры. Когда его пригласили стать придворным учёным императора Чжан-ди, он отказался, сославшись на болезнь.
Автор нескольких сочинений, из которых до нашего времени дошло лишь сочинение «Лунь хэн» (論衡, «Критические рассуждения»). Данное сочинение построено на сопоставлении различных философских учений. В традиционных классификациях Ван Чуна обычно относят к «эклектикам» (цза цзя). Характерной чертой философствования Ван Чуна является постоянное обращение к данным естественных наук (прежде всего, к астрономии и медицине) — в противоположность многообразным модным суевериям даосского толка, распространённым в ханьском Китае. Ван Чун довольно точно описывал круговорот воды в природе и первым в Китае упоминал цепной насос.
Ван Чун считается одним из первых проповедников атеизма и материализма. Его взгляды были высоко оценены лишь в XX веке. Так высокую оценку этому мыслителю дал историк китайской философии Се Улян в сочинении «Философия Ван Чуна» («王充哲學», 1917).

## Критика географииЦзоу Яня
В трактате «Лунь хэн» в первой главе книги одиннадцатой Ван атакует учение Цзоу как умозрительное, основываясь на том, что ни «Канон гор» Великого Юя, ни описание земли в Хуайнаньцзы не приписывают ей таких огромных размеров (согласно Цзоу, известная его современникам Поднебесная составляла не весь мир, а только его 1/81 часть). Тем не менее, в другом месте трактата он допускает вероятность теории Цзоу — дабы с её помощью опровергнуть теорию «неблагоприятных дней».

## Отражение в языке
В китайском языке есть чэнъюй «курицы и собаки возносятся на небеса» (кит. 鸡犬升天), используемый для образного выражения мысли, что связанные с получившим власть человеком люди получают выгоду от этого. Он происходит из главы «Даосюй» (кит. 道虚) в сочинении Ван Чуна «Лунь хэн». По преданию, ханьский ван Лю Ань, преуспев в даосской практике сюлянь, достиг бессмертия, а оставшиеся пилюли бессмертия подхватили курицы и собаки и вместе с Лю Анем вознеслись на небо.

## Сочинения
- Лунь хэн // Древнекитайская философия. Эпоха Хань.-М.: Наука. Главная редакция восточной литературы.1990. С.253-319.
- Ван Чун. Взвешивание суждений. Глава «О превосходстве и необычности». Перевод и комментарий. //Барабошкин К. Е. Вестник Московского университета. Серия 13: Востоковедение. 2015. № 3. С. 79-91.